# Orthogeomys grandis
Orthogeomys grandis là một loài động vật có vú trong họ Chuột nang, bộ Gặm nhấm. Loài này được Thomas mô tả năm 1893.